# Apostelkirche (Einöd)

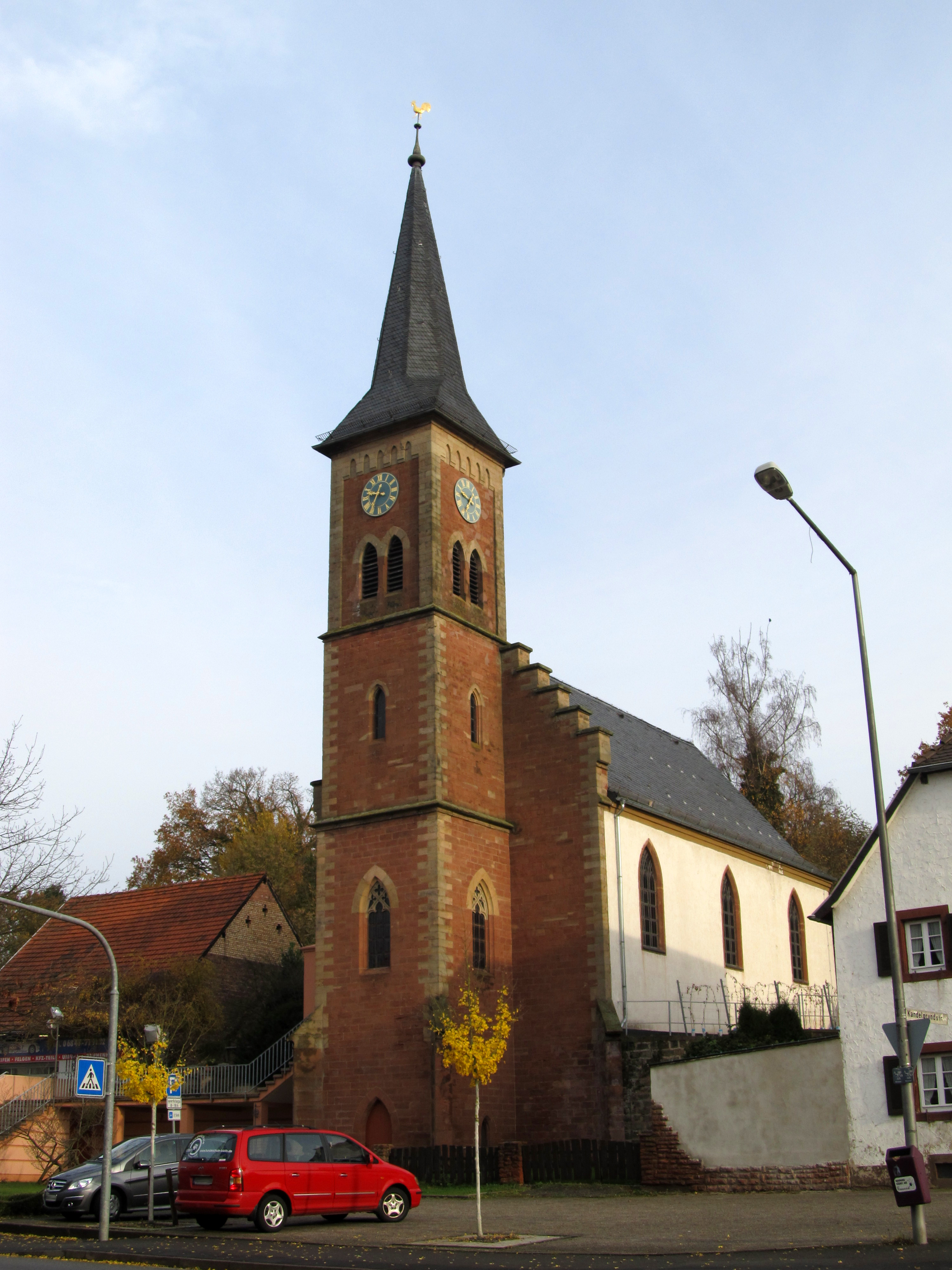
Die Apostelkirche in Einöd

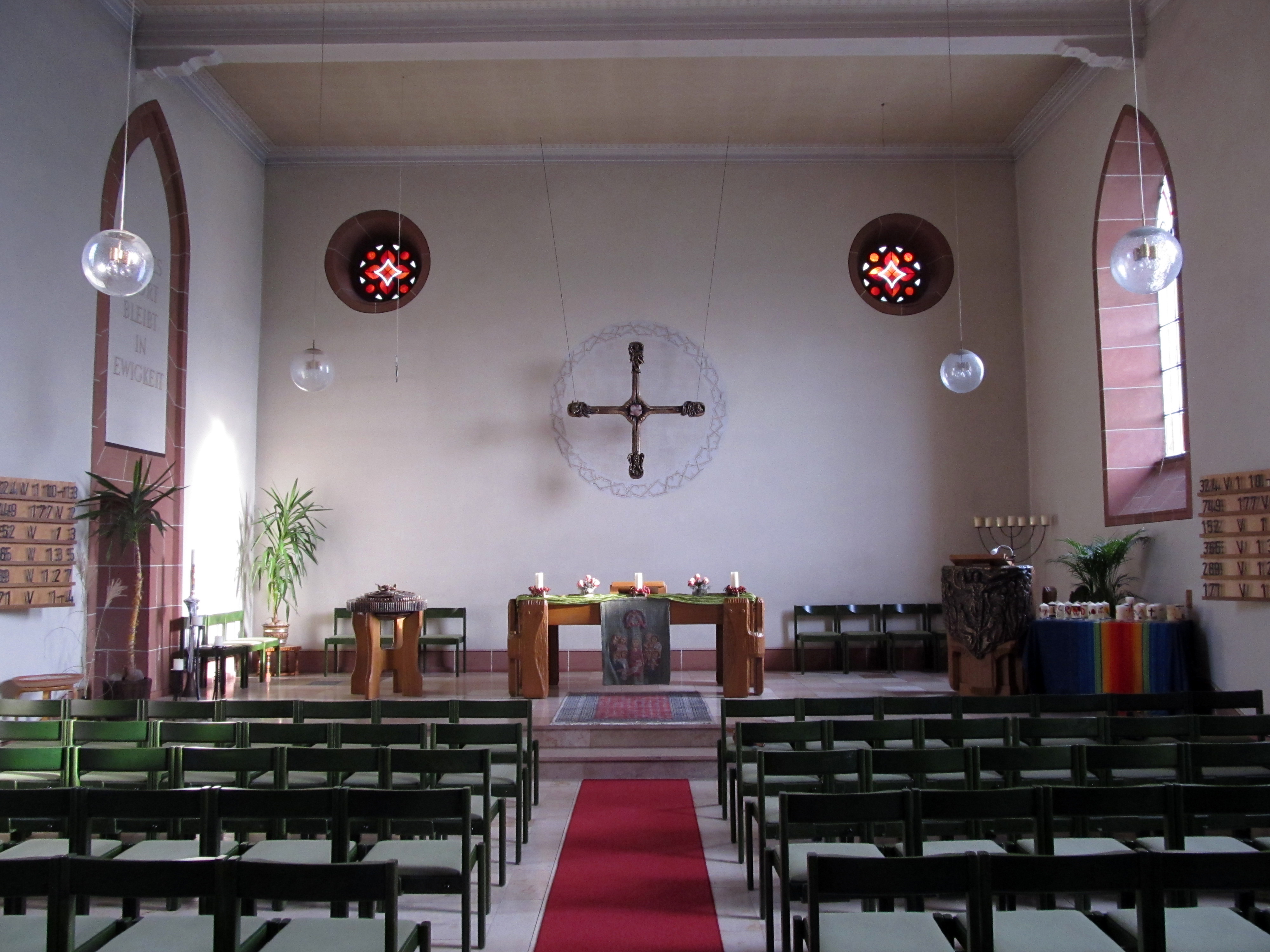
Innenraum

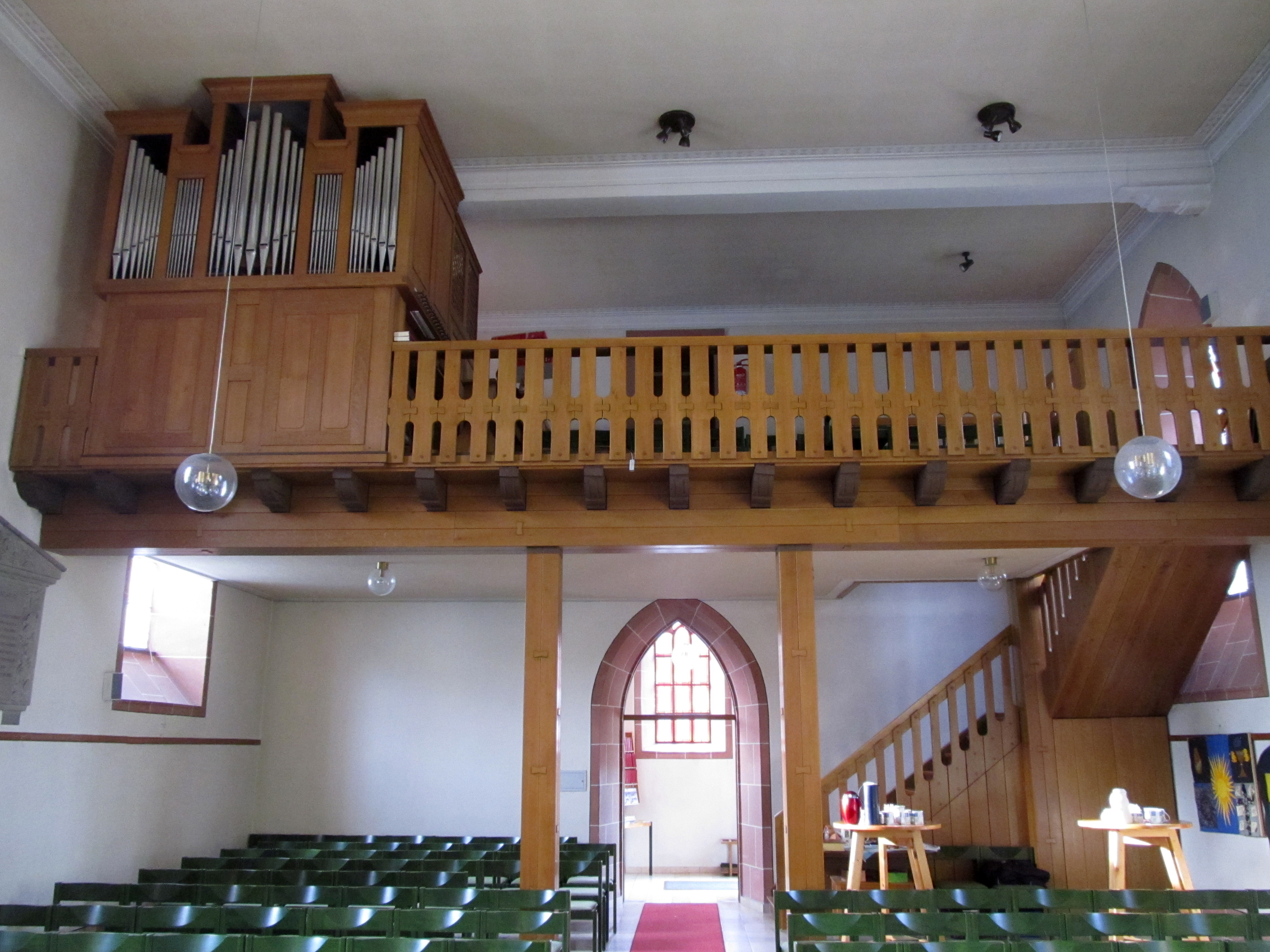
Weitere Ansicht des Innenraums

Die Apostelkirche ist eine protestantische Kirche im saarländischen Einöd, einem Stadtteil von Homburg. Das Gotteshaus ist Pfarrkirche der Protestantischen Kirchengemeinde Einöd im  Dekanat Zweibrücken der Evangelischen Kirche der Pfalz. Die Kirche ist in der Denkmalliste des Saarlandes als Einzeldenkmal aufgeführt.

## Geschichte
Das heutige Kirchengebäude entstand in den Jahren 1752 bis 1753 als Erweiterung einer früheren Kapelle. Im Jahr 1808 kam es zu einer erneuten Erweiterung der Kirche, der 1868 eine Umbaumaßnahme folgte. Im Zuge dieses Umbaus wurde der heutige Kirchturm errichtet. Nach dem Zweiten Weltkrieg wurde das Gotteshaus von 1949 bis 1950 einer Restaurierung unterzogen, die der Architekt Zawar (Homburg) leitete. 1970 wurde der Vorplatz und die Treppe zum Eingangsportal neu gestaltet. 1973 wurde der Turm, und von 1974 bis 1978 die restliche Kirche restauriert. Im Jahr 1975 erfolgte der Neubau einer Sakristei nach Westen hin.

## Ausstattung
Bemerkenswert im Inneren der Kirche ist das Ensemble aus Altar, Ambo mit Darstellung der Bergpredigt, Taufbecken und frei hängendem Kreuz mit Rosenquarz und vier Evangelistensymbolen, das in den Jahren 1975 bis 1980 von Günter Zeuner geschaffen wurde.
Im Turm der Kirche befindet sich ein L-förmiger Stahlglockenstuhl, in dem sich drei an geraden Stahljochen hängende Bronzeglocken befinden. Die im Jahr 1954 von der Glockengießerei Otto (Saarlouis) gegossenen Glocken verfügen über Uhrschlaghammer und werden elektrisch angetrieben.

## Orgel
Die Orgel der Kirche wurde 1985 durch Yves Koenig (Sarre-Union) erbaut. Das seitlich in der Brüstung einer Empore aufgestellte Instrument mit eingebautem Spielschrank verfügt über 14 Register, verteilt auf 2 Manuale und Pedal, sowie mechanische Schleifladen. Das Gehäuse besteht aus massiver Eiche.
| I Hauptwerk C–g3 |                           |    |
| 1.               | Bourdon                   | 8′ |
| 2.               | Prestant                  | 4′ |
| 3.               | Flûte conique             | 2′ |
| 4.               | Fourniture                |    |
| 5.               | Cromorne                  | 8′ |
|                  | Tremblant                 |    |
|                  | (wirkt auf beide Manuale) |    |

| II Positiv C–g3 |                  |        |
| 6.              | Bourdon          | 8′     |
| 7.              | Flûte à cheminée | 4′     |
| 8.              | Quinte           | 2 ⁄3′  |
| 9.              | Doublette        | 2′     |
| 10.             | Tierce           | 1 3⁄5′ |
| 11.             | Sifflet          | 1′     |

| Pedal C–f1 |             |     |
| 12.        | Soubasse    | 16′ |
| 13.        | Octavebasse | 8′  |
| 14.        | Trompette   | 8′  |

- Koppeln: II/I, I/P, II/P